# Шоу, Эдриан
Эдриан Шоу (англ. Adrian Shaw; 13 апреля 1966 года, графство Дарем, Англия) — английский футболист и тренер.

## Биография
Воспитанник клуба «Ноттингем Форест». В 1983 году попал в его основной состав, за который Шоу ни разу не сыграл. В 1984 году на правах аренды отправился в «Галифакс Таун» и после окончания сезона заключил с ним полноценный контракт. Затем выступал за ряд других команд низших английских лиг.
После окончания карьеры организовал футбольное сообщество графства Линкольншир. На разных должностях трудился в «Линкольн Сити» и в «Честерфилде». До конца мая 2003 года являлся ассистентом Терри Долана в «Йорк Сити». В 2004 году Шоу являлся главным тренером сборной Сент-Винсента и Гренадин.